# Kowschskoje-See
Der Kowschskoje-See (russisch Ковжское озеро) ist ein See im Nordwesten der Oblast Wologda im Norden des europäischen Teils von Russland.
Der Kowschskoje-See befindet sich im Rajon Wytegra etwa 50 km nördlich des Weißen Sees. Der See besitzt eine Fläche von 65 km². Er weist eine Länge von 18 km und eine Breite von 4 km auf.
An seinem westlichen Ende wird der Kowschskoje-See von der Kowscha zum Wolga-Ostsee-Kanal entwässert.